# Варавва Олексій Петрович
Олексій (Олекса) Петрович Варавва (також Варава; псевдоніми — Олекса Кобець, Олексій Воронин) (* 29 березня 1882, Лазірці, Канівський повіт, Київська губернія, Російська імперія —† 5 вересня 1967, Боффало, Нью-Йорк, США)— український письменник, поет і редактор, член Об'єднання українських письменників «Слово», Брат Григорія Варавви.

## Життєпис
Олексій Петрович Варавва народився 29 березня 1882 року в с. Ла́зірці, Канівського району Черкаської області. Батьки Варавва Петро Минович та Варавва Марія Власівна — селяни.
Воював на фронтах Першої світової війни в Польщі та Карпатах. Потрапив у полон у роки Першої світової війни, перебував у таборі Фрайштадту (Австрія). Образи війни та полону описав у автобіографічному творі «Записки полоненого», що був заборонений та вилучений із книгарень та бібліотек.
Згідно з даними Галузевого архіву Служби зовнішньої розвідки України, був одним із оточення генерала-хорунжого Юрка Тютюнника, які співпрацювали зі спецслужбами СРСР.
Потім повернувся до Канева, працював у повітовій земській управі. Навчався у Києві в Вищому економічному інституті ім. Туган-Барановського. Був редактором газети «Каневские ведомости». Редагував літературно-мистецький двотижневик «Нова громада» (1922—1927, Київ—Харків), потім кооперативний місячник «Сільський господар» у Харкові.
Під час німецького наступу у Другій світовій війні залишився у Харкові, та працював у газеті «Нова Україна» (1941—1944). 1943 із сім'єю емігрував до Західної Європи, пербував у таборі у Шляйсгаймі поблизу Мюнхена. Потім виїхав до США (1950). Заробляв фізичною працею. Вийшовши на пенсію в 1953, вчителював в українських школах Баффало, заснував власну школу українознавства.
Помер 5 вересня 1967 р. у Баффало (США), похований на цвинтарі св. Матвія.

## Творчість
Автор поетичних збірок «Ряст» (1913), «Під небом чужим» (1919), «З великих днів», роману «Записки полоненого» (1931, 1933 та ін. видання), творів для дітей «Сходить сонце» (1961), кіносценаріїв. Член Об'єднання українських письменників «Слово». У 1930-х перейшов на переклади російської класичної літератури.

### Окремі видання
- Кобець О. Записки полоненого. Пригоди і враження учасника першої світової війни. Вид. п'яте.– К.: Глобус, 1993.
- Кобець О. Коли задзвонить великий дзвін… — Нью-Йорк, 1954. — 23 с.
- Кобець О. Незабутні дні і люди // Хроніка 2000. — 1993. — Ч. 1-2(3-4). — С. 104—116.
- Кобець О. Христова ялинка. — Нью-Йорк, 1952. — 29 с.
- Кобець О. Ряст. — Черкаси, 1993.
- Кобець О. Чайка. Збірка для дітей. — Ганновер, 1946. — 22 с.

## Вшанування
- Канівською міською радою з 1993 року було започатковано Літературний конкурс імені Олекси Кобця.

- Розпорядженням Харківської обласної військової адміністрації № 514 В від 26.07.2024 «Про перейменування об'єктів топонімії населених пунктів Харківського району Харківської області» вулицю Генерала Слюсаренка в Мерефі, перейменували на вулицю Олекси Кобця[5].